# Расстрелы в Сане (2013)
Расстрелы в Сане — два вооружённых нападения неизвестных боевиков у гостиницы «Амстердам» и на улице Ховлян в Сане, столице Йемена, которые произошли 26 ноября 2013 года. Жертвами атак стали двое белорусских военных специалистов и йеменский полицейский.

## Обстановка в Йемене
В начале 2010-х годов правительство Йемена во главе с националистической партией Всеобщий народный конгресс, где преимущественно были сунниты, вело вооружённую борьбу с шиитским движением «Ансар Алах», более известным как «хуситы». Третьей силой конфликта выступали южнойеменские сепаратисты и исламорадикальные группировки.

## Белорусские специалисты
Известно, что как минимум двое белорусов в 2013 году направлены по государственной линии для поддержки йеменских силовиков. По официальному заявлению белорусской стороны, они работали при охране президента, однако, по мнению военного аналитика Александра Алесина, главной задачей являлось помощь в техническом обслуживании танков Т-80БВ, закупленных Йеменом в Белоруссии в 2010 году. Эти машины неоднократно использовались в ходе боевых действий.
Одним из специалистов был борисовчанин Анатолий Мазынский, младший брат известного белорусского театрального режиссёра Валерия Мазынского. Анатолий работал на 140-м танкоремонтном заводе. В публикации 2012 года военная газета «Во славу Родины» назвала его самым опытным испытателем отремонтированных танков, который работал на заводе с 1974 года. Как писало издание, «в ходе беседы с испытателями выяснилось, что специалисты часто выезжают в загранкомандировки с целью технического обслуживания машин и демонстрации возможностей выпускаемых образцов продукции».

## Расстрелы
В 9:15 утра 26 ноября 2013 года при выходе из гостиницы «Амстердам» в центре Саны белорусы попали под огонь боевиков, которые подъехали к зданию на мотоцикле. Злоумышленники были вооружены пистолетом либо автоматом с глушителем. Один из иностранцев, Мазынский, скончался на месте, а второй, чья личность неизвестна, получил тяжёлое ранение. Два часа после нападения мотоциклисты (предположительно, те же, что стреляли у гостиницы) на улице Ховлян убили офицера полиции Ахмеда аль-Джаадари. 27 ноября стало известно, что второй потерпевший белорус скончался от ран в больнице.
Первоначально в СМИ сообщалось, что жертвами атаки у гостиницы стали россияне. Однако пресс-атташе российского посольства в Йемене Николай Лягушин назвал пострадавших белорусами, опровергнув информацию о гражданах России. С его слов, они работали в стране по частному контракту, а дипмиссия оказала всю необходимую помощь пострадавшим. Представитель МИД Йемена полковник Мохаммеда аль-Маури заявил, что иностранцы являются военными специалистами. В свою очередь, как сообщила заместитель начальника управления информации МИД Белоруссии Мария Ваньшина, белорусская сторона начала проверку данной информации. Вскоре официальный представитель МИД Андрей Савиных и глава Госкомвоенпрома Сергей Гурулёв подтвердили, что жертвами стали белорусы, направленные по государственной линии для поддержки йеменских силовиков. Консульские службы связывались с йеменскими властями и российским посольством в этой стране для уточнения обстоятельств произошедшего и оказания необходимой помощи.

## Ответственность
Ни одна террористическая группировка не взяла на себя ответственность за атаку. Йеменские СМИ предполагали, что нападение стало ответной акцией «Аль-Каиды». Двумя днями ранее правительственная авиация уничтожила 12 членов террористической сети.